# Yuri Pshenichnikov
Yuri Pavlovich Pshenichnikov (Tashkent, 8 de dezembro de 1941 - 20 de dezembro de 2019) foi um futebolista soviético, que atuava como goleiro.

## Carreira
Yuri Pshenichnikov fez parte do elenco da Seleção Soviética de Futebol, da Euro de 1968.